# توماس لونسبري
توماس رينيسفورد لونسبري (1 يناير 1838 _ 9 أبريل 1915) كان مؤرخًا وناقدًا أدبيًا أمريكيًا، ولد في أوفيد (قرية في نيويورك)، 1 يناير 1838.تخرج من جامعة ييل في عام 1859 وحصل بعد ذلك على درجات تذكارية من جامعة ييل، هارفرد، لافاييت، برنستون، وأبردين.انضم بمتطوع نيويورك رقم 126 في عام 1862 وخدم في الحرب الأهلية كملازم أول.
من عام 1871 حتى تقاعده عام 1906 كان أستاذًا للغة الإنجليزية وآدابها في جامعة ييل. لمدة 33 عامًا كان أيضًا أمين مكتبة في مدرسةشيفيلدالعلمية، ييل. انتُخِبَ عضواً في الأكاديمية الأمريكية للفنون والآداب(1898) والأكاديمية الأمريكية للفنون والعلوم(1896).
يتميز عمله بالعلم السليم والفطنة الأدبية. إنه طالب لشوسر وشكسبير، واللغة الإنجليزية من وجهه نظره أن تطورها بأنه ميّز نفسه بشكل خاص، من أعماله التحريرية: Chaucer's Parliament of Foules(1877)؛ الأعمال الكاملة لتشارلز دودلي وارنر (1904)، وكتاب ييل للآية الأمريكية (1912). كتب الدكتور لونسبري منشورات مهمة أخرى تشمل:
- تاريخ اللغة الإنجليزية (1879، 1894)

- حياة جيمس فينيمور كوبر (1882)
- دراسات في تشوسر (ثلاثة مجلدات، 1891)
- شكسبير كفنان درامي (1901)
- شكسبير وفولتير (1902)
- معيار النطق في اللغة الإنجليزية (1904)
- نص شكسبير (1906)
- معيار الاستخدام باللغة الإنجليزية (1908)
- الإصلاح الإملائي والإملائي للغة الإنجليزية (1909)
- شكسبير كفنان درامي (1912)

كان لونسبري أيضًا موضوعًا لبعض الحُقن من قبل مارك توين، في نقده الشهير لجيمس فينيمور كوبر («جرائم فينيمور كوبر الأدبية»، المكتوبة عام 1895). كتب لونسبري بشكل ايجابي عن كوبر، وهو ما اعتبره توين أن لونسبري ببساطة لم يقرأ كوبر بالفعل.

## روابط خارجية
- مؤلفات توماس لونسبري في مشروع غوتنبرغ
- أعمال أو نبذة عن توماس لونسبري على أرشيف الإنترنت
- Thomas Raynesford Lounsbury Papers (MS 1231). Manuscripts and Archives, Yale University Library.